# Arhiducele Wilhelm de Austria
Arhiducele Wilhelm Franz de Austria, mai târziu Wilhelm Franz von Habsburg-Lothringen (ucraineană Василь Вишиваний, Vasil Visivanie; 10 februarie 1895 – 18 august 1948) a fost arhiduce de Austria, colonel în armata ucraineană și poet.

## Originea, familia
Arhiducele Wilhelm a fost fiul cel mic al Arhiducelui Karl Stephen de Austria și al Arhiducesei Maria Theresia, Prințesă de Toscana. S-a născut la moșia familiei, pe insula Lošinj, litoralul austriac (astăzi în Croația).
Acomodându-se la creșterea naționalismului din secolul al XIX-lea, tatăl său, arhiducele Karl Stephan, a decis ca ramura familiei sale de Habsburg să adopte identitatea poloneză și să combine loialitatea față de familia Habsburg cu loialitatea față de Polonia. A avut doi fii care au învățat poloneză încă de la o vârstă fragedă și a încercat să le insufle un sentiment de patriotism polonez. Fiul său cel mare, Karl-Albrecht, a devenit un ofițer polonez care a refuzat să renunțe la loialitatea sa poloneză chiar și sub tortura Gestapoului.

Cele două fiice ale lui au intrat prin căsătorie în familiile nobile lituaniene Radziwill și Czartoriski. Wilhelm, copilul cel mic, s-a răzvrătit și s-a identificat cu rivalii politici tradiționali ai polonezilor, ucrainenii. A dezvoltat o fascinație pentru cultura ucraineană; curând a început să vorbească fluent ucraineana și adolescent fiind a părăsit moșia familiei călătorind incognito timp de o săptămână prin satele huțuli în apropiere de Munții Carpați și Bucovina. Acest interes față de oamenii relativ sărăci ucraineni i-a adus porecla de "Prințul Roșu".
În 1913 el și fratele lui mai mare, Leo Karl, s-au înscris la Academia militară imperială de la Wiener-Neustadt.

## Candidat la tron

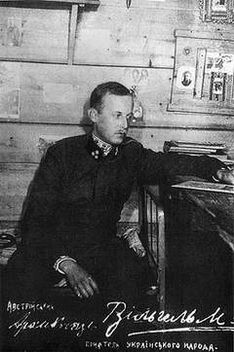
Wilhelm în 1918.

În timpul Primului Război Mondial, atât tatăl său și fratele său Karl-Albrecht erau moștenitori ai tronului din Polonia care era controlată de către Puterile Centrale. Ambiția lui Wilhelm, cu aprobarea tatălui său, era de a a deveni regele Ucrainei. În ciuda tinereții sale, el a jucat un important rol istoric.
Ca membru al casei imperiale de Habsburg el a lucrat îndeaproape cu deputații ucraineni din parlamentul Imperiului austro-ungar într-un efort de a obține mai multe drepturi pentru minoritatea ucraineană, servind ca o legătură între liderii comunității ucrainene și împăratul Austriei Carol I. În timpul Primului Război Mondial Wilhelm și-a început cariera militară ca locotenet al regimentului 13 de ulani. După convalescența pentru tuberculoză, Wilhelm a preluat la data de 5 aprilie 1917 comanda unui detașament de ucraineni din Galiția, servind în rangul de căpitan. În timpul ocupației germane și austriece din Ucraina în 1918, el a comandat regimentul ucrainean care a eliberat Ucraina de Sud de la bolșevici. Din acel moment Wilhelm a devenit Vasil Visivanie (pentru că adesea purta o cămașă ucraineană brodată), nume pe care l-a preferat celui real și după terminarea războiului.
În timpul șederii sale în sudul Ucrainei, Wilhelm a devenit punctul central al luptei liniștite dintre doi aliați, Austro-Ungaria și Imperiul german, pentru viitorul Ucrainei. Habsburgii au sprijinit eforturile lui Wilhelm de a câștiga popularitate printre ucraineni precum și pentru a promova patriotismul ucrainean. Germanii, pe de altă parte, erau preocupați în primul rând de obținerea de cereale și au sprijinit regula lui Pavlo Skoropadski.

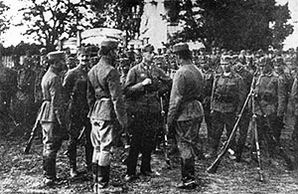
Wilhelm și regimentul său, 1918

În zona personală de ocupație a lui Wilhelm, țăranilor li s-a permis să-și păstreze terenurile pe care le-au luat de la proprietari în 1917 și Wilhelm a împiedicat forțele armate habsburgice să rechiziționeze cerealele. Ucrainenii care s-au opus rechiziționării în altă parte - inclusiv a celor care au ucis soldați germani sau austrieci - s-au refugiat pe teritoriul lui Wilhelm. Aceste acțiuni au indignat Germania și oficialii austrieci de la Kiev dar a crescut popularitatea lui printre localnicii ucraineni, care l-au numit cu afecțiune "Prințul Roșu" nu în sensul marxist ci pentru că era apropiat oamenilor obișnuiți. El s-a amestecat cu ușurință printre țăranii locali care au admirat capacitatea lui de a trăi pur și simplu ca și soldații lui.
Wilhelm a negociat cu ministrul de externe Ottokar Czernin autonomia Galiției de Est.  În iulie și august 1917 Wilhelm însoțit de vărul lui kaiserul Carol a făcut un tur al Galiției de Est. Germanii se temeau că Wilhelm ar putea crea o lovitură de stat și să-l răstoarne pe Hetmanate. Într-adevăr, au existat mai multe tentative ale  ucrainenilor pentru ca arhiducele Wilhelm să devină suveran al Ucrainei, transformând țara într-o monarhie. De fiecare dată el a amânat ținând cont de refuzul din motive diplomatice al împăratului austriac. Totuși, Carol I a rezistat presiunilor germane de a-l îndepărta pe Wilhelm din Ucraina.
În cele din urmă Wilhelm și soldații săi au plecat din Ucraina în 1918 din cauza condițiilor revoluționare de acolo și s-a mutat în Bucovina. După dizolvarea Austriei, Wilhelm a ordonat oamenilor săi să se deplaseze de la Bucovina la Liov pentru a susține cauza ucraineană. El însuși a fugit în acest oraș după ce forțele române au capturat Bucovina, însă președintele Republicii Ucrainei de Vest i-a spus că serviciile sale nu erau necesare iar Wilhelm s-a retras la o mânăstire din apropiere.
După ce a promis loialitate față de Republica Populară Ucraineană în 1919 a fost ridicat la rang de colonel și a lucrat la ministerul apărării din acestă țară. În semn de protest la Tratatul de pace a lui Petliura cu Polonia din 1920, pe care el l-a considerat a fi o trădare a Ucrainei de Vest, a demisionat și a trăit în exil la Viena și Paris.

## Exilul

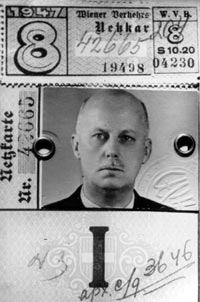
Wilhelm Habsburg la Viena 1947

Într-un interviu într-un ziar vienez, în ianuarie 1921, Wilhelm a mustrat public Polonia, condamnând pogromurile din Liov ca pe ceva care nu se întâmplă într-o țară civilizată și că este dezonorant pentru Polonia și polonezi. Acest lucru a cauzat o înstrăinare permanentă, publică, între Wilhelm și tatăl său Stephan. În 1921, Wilhelm a publicat o carte de poezie în limba ucraineană, «Mynayut Nistru» (Минають дні) - "Zilele trec".
În același an, a devenit implicat în diverse comploturi ale monarhiștilor și a altora care doreau să răstoarne noua ordine de după Primul Război Mondial. La Viena, el a fondat o organizație de veterani din Ucraina și s-a împăcat un timp cu rivalul său Pavlo Skoropadski. Atitudinea intransigentă a lui Wilhelm față de Polonia l-a făcut popular printre exilații ucraineni; a devenit lider al ucrainenilor și un candidat viabil la tronul Ucrainei.
În 1922, sub numele său ucrainean a părăsit Austria pentru Spania unde spera la suport financiar pentru aventura ucraineană de la vărul său, regele Alfonso al XIII-lea. Între 1925 și 1929 Wilhelm a lucrat în Spania ca agent imobiliar, apoi a plecat la Paris. În 1935, el a devenit implicat într-un scandal de fraudă cauzat de iubita lui, Paulette Couyba. În timpul procesului bine-mediatizat, Wilhelm a fugit de la Paris la Viena pentru a scăpa de închisoare.
La mijlocul anilor 1930, Wilhelm și-a reluat activitățile sale naționaliste ucrainene. A stabilit contactul cu vechi camarazi de arme din Galiția și cu Andrii Melnik, care conducea Organizația Naționaliștilor Ucraineni. Deși ca tânăr el a fost pro-evreu, Wilhelm a început să adopte anti-semitismului și a crescut aproape de un cerc din interiorul partidului nazist, condus de Alfred Rosenberg, care a pledat pentru un stat aliat ucrainean.
Atunci când prin 1941 a devenit clar pentru Wilhelm că naziștii nu vor sprijini independența Ucrainei, el s-a întors împotriva naziștilor și a făcut spionaj pentru britanici în cea mai mare parte din Al Doilea Război Mondial. Ultimii lui ani au fost ca spion pentru francezi împotriva Uniunii Sovietice.

### Închisoarea în URSS
În 1947 a fost arestat de armata sovietică de contrainformații SMERSH din Viena și dus la închisoarea Lukianivka din Kiev. În timpul detenției a insistat să vorbească în ucraineană la interogatorii. La 12 august 1848 s-a luat decizia se a-l transporta în vestul Ucrainei pentru o pedeapsă cu închisoare de 25 de ani. Înainte ca acest lucru să se întâmple, la 18 august Wilhelm a murit de tuberculoză netratată și a fost îngropat într-un mormânt nemarcat.
Wilhelm este acum venerat de către naționaliștii ucraineni ca un luptator pentru independența Ucrainei față de Uniunea Sovietică.